# Maruca
Maruca é um gênero de mariposa pertencente à família Crambidae.